# Dubowaja Roschtscha (Kaliningrad)
Dubowaja Roschtscha (russisch Дубовая Роща, deutsch Ballupönen, Ksp. Tollmingkehmen, Kreis Goldap, 1938–1945 Wittigshöfen, nach 1945 russisch zunächst Dobroljubowo) ist eine Siedlung in der russischen Oblast Kaliningrad. Sie gehört zur kommunalen Selbstverwaltungseinheit Stadtkreis Nesterow im Rajon Nesterow.

## Geographische Lage
Dubowaja Roschtscha liegt im Südosten der Oblast Kaliningrad an der Kommunalstraße 27K-408 von Tschkalowo (Enzuhnen/Rodebach) nach Tschistyje Prudy (Tollmingkehmen/Tollmingen), das drei Kilometer südlich liegt. Bis in die 1970er Jahre war Tschistyje Prudy die nächste Bahnstation an der Bahnstrecke Gołdap–Nesterow, die nach 1945 nur noch im russischen Abschnitt betrieben wurde und dann eingestellt wurde.

## Ortsname
Die deutsche Bezeichnung Ballupönen ist ein im ehemaligen Ostpreußen mehrmals vorkommender Ortsname. Im Landkreis Goldap trat er zweimal auf. Die russische Bezeichnung „Dubowaja Roschtscha“ (zu deutsch Eichenhain) kommt ebenfalls mehrfach vor.

## Geschichte
Der frühere Gutsbezirk Ballupönen war eine von 14 Gemeinden bzw. Gutsbezirken, die am 18. März 1874 den Amtsbezirk Tollmingkehmen (1938–1946 Tollmingen, heute russisch: Tschistyje Prudy) bildeten. Im Jahre 1910 zählte der Gutsbezirk Ballupönen 226 Einwohner.
Am 30. September 1928 wurden der Gutsbezirk Ballupönen und die Landgemeinde Martischken (nicht mehr existent) zur neuen Landgemeinde Ballupönen zusammengefasst. Diese erhielt zur Unterscheidung vom weiter südlich im Kirchspiel Goldap  gelegenen Ort Ballupönen (1938–1945 Ballenau, heute polnisch: Bałupiany) die zusätzliche Namensbezeichnung „Kirchspiel Tollmingkehmen“.
Im Jahre 1933 zählte Ballupönen 396 Einwohner, 1939 waren es bereits 533.
Am 3. Juni 1938 – mit amtlicher Bestätigung vom 16. Juli 1938 – erhielt Ballupönen die Umbenennung in „Wittigshöfen“, gehörte aber weiterhin zum Amtsbezirk Tollmingkehmen (ab 1939 „Tollmingen“) im Landkreis Goldap im Regierungsbezirk Gumbinnen der preußischen Provinz Ostpreußen.
Im Oktober 1944 wurde der Ort von der Roten Armee besetzt. Die neue Polnische Provisorische Regierung ging zunächst davon aus, dass er mit dem gesamten Kreis Goldap unter ihre Verwaltung fallen würde. Im Potsdamer Abkommen (Artikel VI) von August 1945 wurde die neue sowjetisch-polnische Grenze aber unabhängig von den alten Kreisgrenzen anvisiert, wodurch der Ort unter sowjetische Verwaltung kam. Die polnische Umbenennung des Ortes in Błotny im Juli 1947 wurde (vermutlich) nicht mehr wirksam. Im November 1947 erhielt er die russische Bezeichnung Dobroljubowo und wurde gleichzeitig dem Dorfsowjet Tschistoprudnenski selski Sowet im Rajon Nesterow zugeordnet. Zu einem unbekannten Zeitpunkt (jedenfalls vor 1975) wurde der Ortsname in Dubowaja Roschtscha geändert. Von 2008 bis 2018 gehörte Dubowaja Roschtscha zur Landgemeinde Tschistoprudnenskoje selskoe posselenije und seither zum Stadtkreis Nesterow.

## Kirche
Mit seiner überwiegend evangelischen Bevölkerung war Ballupönen/Wittigshöfen bis 1945 in das Kirchspiel Tollmingkehmen/Tollmingen im Kirchenkreis Goldap in der Kirchenprovinz Ostpreußen der Kirche der Altpreußischen Union eingepfarrt. Letzter deutscher Geistlicher war Pfarrer Emil Moysich.
Nach dem Verbot allen kirchlichen Lebens in der Zeit der Sowjetunion gibt es seit den 1990er Jahren in Tschistyje Prudy wieder eine evangelische Gemeinde. Sie gehört zur neugebildeten Propstei Kaliningrad der Evangelisch-Lutherischen Kirche Europäisches Russland (ELKER). Das zuständige Pfarramt ist das der Salzburger Kirche in Gussew (Gumbinnen).